# Arrondissement di Parthenay
L'arrondissement di Parthenay è una suddivisione amministrativa francese, situata nel dipartimento delle Deux-Sèvres e nella regione della Nuova Aquitania.

## Composizione
L'arrondissement di Parthenay raggruppa 77 comuni in 8 cantoni:
- cantone di Airvault
- cantone di Mazières-en-Gâtine
- cantone di Ménigoute
- cantone di Moncoutant
- cantone di Parthenay
- cantone di Saint-Loup-Lamairé
- cantone di Secondigny
- cantone di Thénezay.